# Supercopa de España femenina de baloncesto 2012
La Supercopa de España femenina de baloncesto 2012 o SuperCopa LF 2012 fue la 10ª edición desde su fundación. Se disputó en el Pabellón Municipal de Würzburg de Salamanca, Castilla y León, el día 9 de octubre de 2012, donde el equipo local, el Perfumerías Avenida, conquistó el título por tercera vez consecutiva.

## Equipos participantes
Los equipos participantes de acuerdo a los criterios de participación establecidos por la FEB fueron: 
| Equipo              | Clasificación                    | Participación |
| ------------------- | -------------------------------- | ------------- |
| Perfumerías Avenida | Campeón de la Copa de la Reina   | 7.ª           |
| Spar UniGirona      | Finalista de la Copa de la Reina | 1.ª           |

## Árbitros
Los árbitros elegidos para arbitrar la Supercopa fueron:
- Rafael Serrano Velázquez
- Martín Caballero Madrid

## Final
| 9 de octubre de 2012 | Perfumerías Avenida                                    | 68–59                                 | Spar UniGirona                                          | Salamanca |  |
| 20:45                | Parciales: 15–17, 15–12, 17–13, 21–17                  | Parciales: 15–17, 15–12, 17–13, 21–17 | Parciales: 15–17, 15–12, 17–13, 21–17                   | |  |
|                      | Estadísticas Hodges 19 Šulčiūtė 9 Šulčiūtė 4 Hodges 25 | Reporte Pts Reb Asts Val              | Estadísticas 16 Monroe 8 Sarr, Monroe 3 Jordana 16 Sarr | Pabellón: Pabellón Municipal de Würzburg Árbitros: Rafael Serrano Velázquez, Martín Caballero Madrid Televisión: |  |

### Plantillas
| #               | Jugadora        |
| --------------- | --------------- |
| 5               | Marta Fernández |
| 6               | Laura Antoja    |
| 8               | Isabel Sánchez  |
| 10              | Marta Xargay    |
| 12              | María Pina      |
| 13              | Lucila Pascua   |
| 14              | Nicole Powell   |
| 15              | Eglė Šulčiūtė   |
| 23              | Roneeka Hodges  |
| Entrenador      |                 |
| Alberto Miranda |                 |

| Campeonas de la Supercopa de España femenina de baloncesto 2012 |
| --------------------------------------------------------------- |
| Perfumerías Avenida 3er título                                  |

| MVP:           |
| -------------- |
| Roneeka Hodges |

| #          | Jugadora        |
| ---------- | --------------- |
| 4          | Allison Feaster |
| 6          | Oumoul Sarr     |
| 7          | Anna Carbó      |
| 8          | Myrthe Beld     |
| 9          | Noemí Jordana   |
| 10         | Jacinta Monroe  |
| 11         | Jael Freixanet  |
| 12         | Eva Bou         |
| 14         | Cierra Bravard  |
| Entrenador |                 |
| Anna Caula |                 |